# Saint-François (miasto)
Saint-François – miasto na Gwadelupie (departament zamorski Francji). Według danych szacunkowych na rok 2008 liczy 13 232 mieszkańców.